# Guld & grønne skove (album)
|  | Denne artikel omhandler et Kim Larsen-album. For filmen af samme navn, se Guld og grønne skove. |
 For alternative betydninger, se Guld & grønne skove. (Se også artikler, som begynder med Guld & grønne skove)
Guld & grønne skove er opsamlingsalbum fra den danske sanger og sangskriver Kim Larsen. Det udkom i april 1995 på Medley Records. Albummet indeholder sange fra perioden 1983–1994, hvor Kim Larsen var tilknyttet Medley Records. Det indeholder desuden to nye sange, "Tarzan Mama Mia" og "Bellstar", skrevet til henholdsvis filmen Tarzan Mama Mia (1989) og De frigjorte (1993).
Guld & grønne skove solgte 160.000 eksemplarer og var dermed den bedst sælgende cd-udgivelse i 1995. I 2007 rundede albummet et salgstal på 328.000 eksemplarer.

## Spor
| #   | Titel                      | Længde |
| --- | -------------------------- | ------ |
| 1.  | "Jutlandia"                | 3:54   |
| 2.  | "Rita"                     | 3:33   |
| 3.  | "Papirsklip"               | 3:18   |
| 4.  | "Tarzan Mama Mia"          | 3:11   |
| 5.  | "Familien skal i skoven"   | 4:30   |
| 6.  | "De smukke unge mennesker" | 3:27   |
| 7.  | "Mig og Molly"             | 2:50   |
| 8.  | "Den allersidste dans"     | 2:40   |
| 9.  | "Susan Himmelblå"          | 3:48   |
| 10. | "Hvileløse hjerte"         | 2:43   |
| 11. | "Sammen & hver for sig"    | 0:51   |
| 12. | "Fru Sauterne"             | 2:57   |
| 13. | "Haveje"                   | 3:40   |
| 14. | "Bellstar"                 | 3:09   |
| 15. | "Syd for Køge"             | 3:35   |
| 16. | "Midt om natten"           | 4:24   |
| 17. | "Om lidt"                  | 2:42   |

## Hitliste
| Hitliste (1995)        | Højeste placering |
| ---------------------- | ----------------- |
| Danmark (Album Top-40) | 1                 |
| Norge (VG-lista)       | 2                 |